# Guelph Royals
Guelph Royals byl kanadský juniorský klub ledního hokeje, který sídlil v Guelphu v provincii Ontario. Jednalo se o juniorský tým New Yorku Rangers. V letech 1960–1963 působil v juniorské soutěži Ontario Hockey Association (později Ontario Hockey League). Založen byl v roce 1960 po přejmenování týmu Guelph Biltmore Mad Hatters na Royals. Zanikl v roce 1963 přestěhováním do Kitcheneru, kde byl vytvořen tým Kitchener Rangers. Své domácí zápasy odehrával v hale Guelph Memorial Gardens s kapacitou 3 999 diváků.
Nejznámější hráči, kteří prošli týmem, byli např.: Bob Plager, Rod Gilbert nebo Jean Ratelle.

## Přehled ligové účasti
Zdroj: 
- 1960–1961: Ontario Hockey Association
- 1961–1963: Ontario Hockey Association (Divize Provincial Jr. A)